# テリらじ
テリらじ（てりらじ）は2007年10月から放送されている「インターネットラジオステーション＜音泉＞」が月曜更新分として配信サービスしているインターネットラジオ番組。2008年11月から2009年3月まで毎月第三月曜日配信に変更され、番組タイトルも「月刊テリらじ」に変更される。

## 概要
成人向けパソコン用ゲームのブランド「Terios（テリオス）」が提供している番組で、パーソナリティーは声優の「大花どん」と「金田まひる」の二人で放送、Terios社製品の紹介を兼ねた番組構成となっている。放送内容は一般聴衆者向けのラジオ番組、放送回によってTerios作品製作に関わった歌手や声優がゲスト出演する場合もある。

## パーソナリティ
パーソナリティの「大花どん」と「金田まひる」はこの番組が初顔合わせとなった。
番組内では互いの性格を「S（エス：サディスト）」と「M（エム：マゾヒスト）」で表現する場合があるが、性癖を意味したものではなく自己の性格を能動的か受動的か、積極的か消極的か等の意味合いで使っている。
大花どんの性格は「S」で金田まひるは「M」と自称しており、番組内でも自己のエピソードを語る場合にその性格を引き合いに出して説明することがある。
金田まひるは、2002年8月配信されたインターネットラジオ番組「アケミとマリカのがっちゅみりみり放送局」の出演時に「きんたまひる」と紹介されたことから端を発して番組内でも「きんた」と呼ばれているが、本人はそれを「嫌がっている」ということになっている。番組では「きんた」の呼称に拘り、一部のコーナータイトルに付けられている。

## エピソード
第20回配信分でテリオス作品の出演作「ANGELIUM -ときめきLOVE GOD-」の紹介と共に同作品キャラクターソング「裸の天使：（天宮 ユウ版）」が流れた途端、金田まひるが過去に発売した自身の歌に動揺し歌を苦手としていることが発覚した。その後、番組内での案内や告知を読み上げる際、セリフを間違う毎に罰則的に本人の歌が流されるようになる。「月刊テリらじ」では番組テーマソングに採用された。
第25回配信分で大花どんが絵を苦手としていることが発覚。後日の配信分でも、小学生の頃からいたずら描き程度にしか描けなかったと語っている。
その他にも、多数のパソコン用ゲームソフトに出演しているにも関わらず、当人はパソコンを持っていないことを告白。パソコンの購入を勧められ、後日、この事が月刊テリらじ「ジャジャネットかねだ　ラジオショッピング」のコーナー化に繋がる。
第24-25回配信分で「金田まひる・倉田まりやのGalge.comラジオ」のパーソナリティ「倉田まりや」がゲスト出演し、第24回配信日と同じ週に大花どんが同番組にゲスト出演するという、金田まひる出演番組どうしの「コラボレート企画」が行われた。双方の番組内ではそれぞれの番組オープニングのコーナーや一部のコーナーを交換して放送した。また、第52回配信分でもゲスト出演し、番組終了と見せかけた「月一回放送へ変更」の告知を担当した。
第28回配信分で5月10日で誕生日を迎える金田まひるに番組からバースデーケーキが贈られたが、なぜかローソクが三本だけ立てられておりスタジオ内が戸惑ったが、そのまま「三歳」を祝うことになった。大花どん曰く「本当は3に0が付くくらいでしょうけどね」という発言に金田まひるが「おい！」と突っ込む場面が放送される。後日、ケーキのローソクの本数には特に意味がないことが説明された。

## 番組コーナー

### 「テリらじ」放送分
ふつおた
リスナーの「普通のおたより」を紹介する。
ズバリ解答　姫のお悩み相談
パーソナリティー2人の悩みに対する解答を、リスナーに投稿してもらうコーナー。よくあるお悩み相談コーナーとは逆となっている。
理想のスタジォーネ
『はっぴぃプリンセス』に登場する異世界「スタジォーネ」になぞらえて、理想の国を造るための法案をリスナーから募集し、パーソナリティーが可決／否決を決めるコーナー。
いきなり絶体絶命
『はっぴぃプリンセス』で突然「結婚相手を決めろ」と言われてしまった主人公のように、リスナーの「突然起きた、困ったエピソード」を紹介するコーナー。
妄想キャラクター企画室（仮）
リスナーが「理想の女の子」を妄想して投稿するコーナー。途中から「（仮）」が取れて正式名称になった。
『はっぴぃプリンセス 〜Another Fairytale〜』で追加されたヒロイン・ニキータ（CV金田まひる）は、このコーナーに寄せられたアイデアを取り入れて作られた。（第30回配信分より）
きんた☆いじり（番組オープニングコーナー）
金田まひるが、リスナーのリクエストによる「いじり」（物真似、キャラクターを演じるなど）を受けるコーナー。ラジオCD「テリらじみゅ〜じあむ vol.1」発売後の第44回配信から「きんた☆いじり そして伝説へ エピソード2」にタイトルが変更された。
きんどん☆コミュニケーション
パーソナリティー2人がリスナーの投稿による問題に同時に回答し、答えが同じになることを目指すコーナー。
ハッピーワンハンドレッド
『新妻は魔法少女』のメインヒロイン・舞（CV金田まひる）が「100人の人を幸せにする」使命を受けていることから、リスナーからの「幸せを感じたエピソード」を100件になるまで紹介するコーナー。
春色への道
『春色こみゅにけ〜しょん』に出演が決まったパーソナリティ2人の役作りを、発売時期までに強化するコーナー。円行寺燁子（CV大花どん）・鈍川槇乃（CV金田まひる）の性格・特技などに関連した企画をリスナーに投稿してもらい、2人がそれに挑戦する。

### 「月刊テリらじ」放送分
どん画伯のお笑い？マンガ道場
リスナーの投稿による「テーマ」「上手に絵を描くコツ」を元に、大花どんが絵を描くコーナー。
目指せ！ステキ女子！
ステキな女子になるためのアイデアや課題をリスナーから募集し、パーソナリティーの2人が対決するコーナー。
ジャジャネットかねだ　ラジオショッピング
大花どんにパソコンを買ってもらうため、魅力的なパソコンの売り文句をリスナーから募集し、金田まひるがPRするコーナー。
ケータイあいうえお作文
リスナーから寄せられた3文字のテーマに対して、1文字ずつ「あいうえお作文」方式で、パーソナリティの携帯電話の推測変換で出てきた言葉を読み上げるコーナー。
帰ってきた『きんた☆いじり』
「きんた☆いじり」を復刻させたコーナー。「テリらじ」では番組のオープニングで行われていたが、「月刊テリらじ」では大花どんが番組中に「いじりボタン」を押したタイミングで突然行うルールに変更された。

## 「テリらじ」過去の放送一覧

### 2007年
- 10月（第01回・第02回）
- 11月（第03回・第04回・第05回・第06回）
- 12月（第07回・第08回・第09回・第10回）ゲスト： 橋本みゆき（第07-08回）

### 2008年
- 01月（第11回・第12回・第13回・第14回）ゲスト： 鈴木ナン（第14-15回）
- 02月（第15回・第16回・第17回・第18回）
- 03月（第19回・第20回・第21回・第22回・第23回）ゲスト： 佐藤ひろ美 （第22-23回）
- 04月（第24回・第25回・第26回・第27回）ゲスト： 倉田まりや （第24-25回）、榊るな（第26-27回）
- 05月（第28回・第29回・第30回・第31回）ゲスト： 飯田空（第28-29回）
- 06月（第32回・第33回・第34回・第35回・第36回）
- 07月（第37回・第38回・第39回・第40回）ゲスト： 神村ひな（第38-39回）、橋本みゆき（第40-41回）
- 08月（第41回・第42回・第43回・第44回）
- 09月（第45回・第46回・第47回・第48回・第49回）ゲスト： 高奈ゆか（第48-49回）
- 10月（第50回・第51回・第52回）ゲスト：横田守（第51回）、倉田まりや（第52回）

## 「月刊テリらじ」過去の放送一覧

### 2008年
- 11月17日（第1回）
- 12月15日（第2回）

### 2009年
- 01月19日（第3回）
- 02月16日（第4回）
- 03月16日（第5回）:最終回

## ラジオCD
- 「テリらじみゅ〜じあむ vol.1」

2008年8月15日発売。第1回〜第25回配信、録りおろし「テリらじ☆えくすとら」を収録。
- 「テリらじみゅ〜じあむ vol.2」

2009年5月27日発売。第26回〜第52回配信、録りおろし「テリらじ☆えくすとら つー」を収録。